# Faro di aerodromo

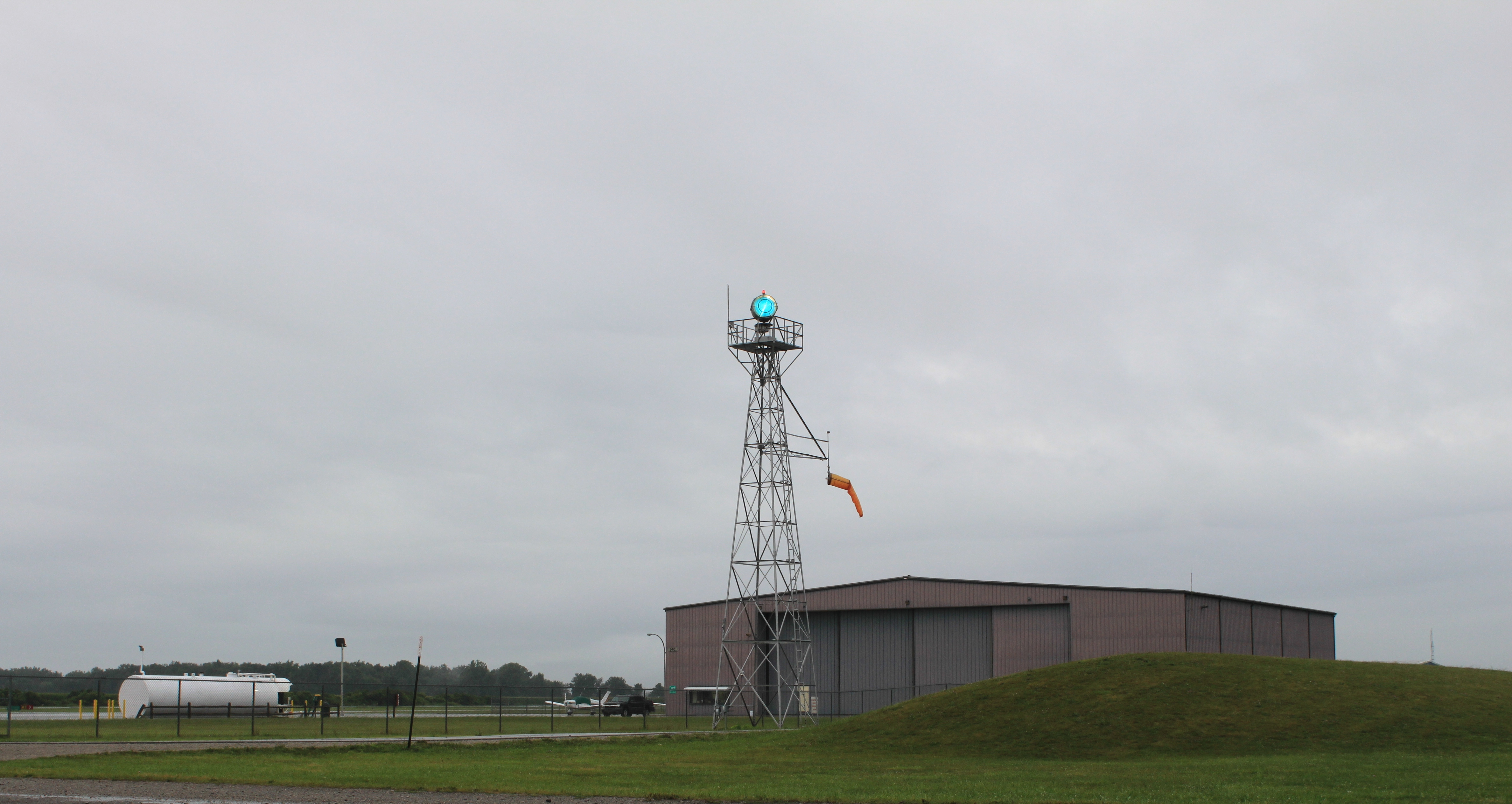
Il faro di aerodromo presso l'aeroporto di Monroe (Michigan).

Il faro d'aerodromo, in inglese aerodrome beacon, abbreviato in ABN è un faro rotante posto in prossimità di un aeroporto per facilitare ai piloti in avvicinamento l'individuazione della  sua posizione.
Il faro d'aerodromo, insieme al faro di identificazione è uno dei fari aeronautici previsti dall'aviazione internazionale per segnalare ai voli la presenza di un aeroporto.

## Obbligo di installazione
La normativa internazionale prevede che ogni aerodromo, il cui utilizzo sia possibile anche durante le ore notturne, sia equipaggiato con tale ausilio qualora sussista una o più delle seguenti situazioni:
- sull'aeroporto gli aeromobili operino prevalentemente a vista;
- sia frequente una riduzione della visibilità dovuta al deterioramento delle condizioni meteorologiche;
- l'orografia o l'illuminazione circostante ne rendano difficile l'individuazione dall'alto.

## Ubicazione
Il faro d'aerodromo deve essere posizionato o sull'aerodromo stesso o in un'area limitrofa scarsamente illuminata, installato in modo tale da non avere ostacoli che ne schermino la luce e nel contempo non abbagliare i piloti durante l'avvicinamento per l'atterraggio.

## Caratteristiche
Il faro deve emettere lampi di luce:
- per gli aeroporti, di colore bianco oppure verde alternato a bianco con una frequenza da 20 a 30 lampi al minuto;[2]
- per gli idroscali, di colore bianco oppure giallo alternato a bianco con una frequenza da 20 a 30 lampi al minuto. Qualora un aerodromo sia posizionato parte su terreno e parte sull'acqua a seconda del suo prevalente utilizzo, le luci saranno gialle o verdi;[2]
- per gli eliporti, di colore bianco emessi in serie da 4 della durata complessiva di 0.8 secondi, separati dalla successiva serie da 1,2 secondi di buio. Ogni lampo deve avere una durata compresa tra 0.5 e 2,0 millisecondi. Tale ausilio è specificamente chiamato faro di eliporto.[3]

La luce del faro deve essere proiettata nel giro di 360° e non deve superare di 1° l'elevazione massima cui si suppone possa essere utilizzato. Tale elevazione deve essere determinata, caso per caso, dall'appropriata autorità aeronautica. 
L'intensità luminosa non deve essere inferiore alle 2000 cd e comunque aumentata fino a 10 volte tanto in ambienti con elevata illuminazione ambientale.